# 欧州投資銀行
欧州投資銀行（おうしゅうとうしぎんこう、英：European Investment Bank、略：EIB）は、欧州連合(EU)のバランスのとれた発展に寄与し、域内における経済・社会の結合を強化させることを目的として活動する融資機関。1958年発効のローマ条約によって設立された。本部はルクセンブルク市のキルヒベルク地区におかれている。

## 概要

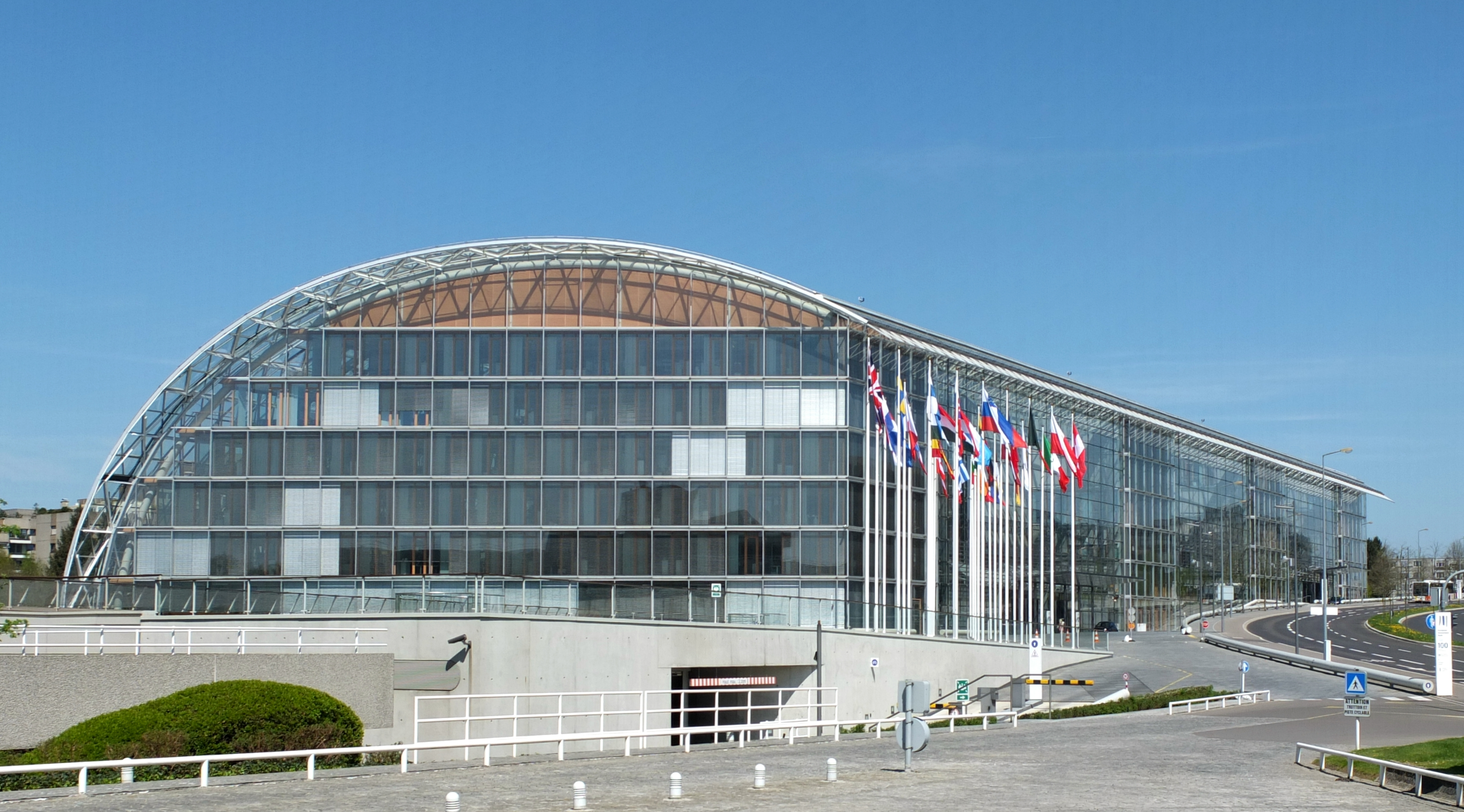

欧州投資銀行は、EU域内における産業や中小企業の国際競争力の向上、環境保全、エネルギーの安定供給に貢献する事業やヨーロッパの統合に資する基盤整備に関する事業に対して融資を行っている、いわゆる政策金融機関である。EU域内における中小企業支援は主に中長期融資が中心であり、リスクキャピタルと保証業務については、欧州投資銀行とEIBグループを形成する欧州投資基金 (European Investment Fund, EIF) が担当している。またその一方でEU域外においても、途上国での開発援助や融資を実施しており、その範囲はヨーロッパのEU非加盟国にとどまらず、アフリカ、ラテンアメリカ、中東、アジアなど世界中に及んでいる。
欧州投資銀行は法人格を有しており、EU加盟国は欧州投資銀行に共同で出資しているが、財政上はEUから独立している。

## 組織
総務会(Board of Governors)
最高意思決定機関であり、融資政策の指針などの業務計画を策定し、欧州投資銀行の増資や、EU域外での事業参加について決定する。また欧州投資銀行の歳費会計およびバランスシートを承認するほか、理事会や経営委員会、監査委員会の委員を任命する。通常、総務会はEU加盟国の財務相28名で構成される。2016年現在、ポーランドの財務相であるパヴェウ・シャワマハが議長 (chairman) を務めている。
理事会 (Board of Directors)
総務会の下におかれ、個別の融資や保証案件、資金調達についての決定権を有している。理事会のメンバーはEU加盟国の政府の推薦を受けた代表28名に、欧州委員会の代表1名を加えた計29名で構成されており、任期は5年である。また理事会の会合において、議長は経営委員会に属する総裁が務める。
経営委員会 (Management Committee)
日常の通常業務を担当している。経営委員会のメンバーは総裁1名と副総裁8名の計9名で構成され、理事会の提案を受けて総務会が任命する。各メンバーの任期は6年で、2012年以降はドイツのヴェルナー・ホイヤーが総裁を務めている。
監査委員会 (Audit Committee)
理事会や経営委員会の業務について監査し、総務会に報告する独立した権限が与えられている。また総務会における歳費会計の承認の際には意見を述べることができる。監査委員会には総務会で任命された3名の委員のほかに3名のオブザーバーが参加しており、任期は3年である。

## 加盟各国の出資額
欧州投資銀行はEU加盟国の出資を受けているが、各国の出資額は国内総生産(GDP)の規模を基準として算出されている。
| 国                         | 出資額（ユーロ）           | 比率(%)                    | 国                         | 出資額（ユーロ）           | 比率(%)                    | 国             | 出資額（ユーロ） | 比率(%) |
| ドイツ                     | 37,578,019,000             | 16.170                     | オーストリア               | 5,170,732,500              | 2.225                      | スロバキア     | 604,206,500      | 0.260   |
| フランス                   | 37,578,019,000             | 16.170                     | ポーランド                 | 4,810,160,500              | 2.070                      | スロベニア     | 560,951,500      | 0.241   |
| イタリア                   | 37,578,019,000             | 16.170                     | フィンランド               | 2,970,783,000              | 1.278                      | ブルガリア     | 410,217,500      | 0.177   |
| イギリス                   | 37,578,019,000             | 16.170                     | ギリシャ                   | 2,825,416,500              | 1.216                      | リトアニア     | 351,981,000      | 0.153   |
| スペイン                   | 22,546,811,500             | 9.702                      | ポルトガル                 | 1,820,820,000              | 0.784                      | ルクセンブルク | 263,707,000      | 0.113   |
| ベルギー                   | 10,416,365,500             | 4.482                      | チェコ                     | 1,774,990,500              | 0.764                      | キプロス       | 258,583,500      | 0.111   |
| オランダ                   | 10,416,365,500             | 4.482                      | ハンガリー                 | 1,679,222,000              | 0.723                      | ラトビア       | 214,805,000      | 0.092   |
| スウェーデン               | 6,910,226,000              | 2.974                      | アイルランド               | 1,318,525,000              | 0.567                      | エストニア     | 165,882,000      | 0.071   |
| デンマーク                 | 5,274,105,000              | 2.269                      | ルーマニア                 | 1,217,626,000              | 0.524                      | マルタ         | 98,429,500       | 0.042   |
| 2009年4月1日現在 出典：EIB | 2009年4月1日現在 出典：EIB | 2009年4月1日現在 出典：EIB | 2009年4月1日現在 出典：EIB | 2009年4月1日現在 出典：EIB | 2009年4月1日現在 出典：EIB | 合計           | 232,392,989,000  | 100.000 |